# Pala di Nailloux
La Pala di Nailloux (francese : "Retable de Nailloux"), dedicata alla Passione di Cristo, è un gruppo di cinque pannelli di alabastro scolpiti in altorilievo che adornano una cappella della chiesa San Martino di Nailloux.
Questa pala d'altare è un "alabastro di Nottingham" probabilmente scolpito nella seconda metà del XV secolo in un'officina dei Midlands. Il termine "alabastro inglese" o "di Nottingham" si riferisce a un tipo di scultura di produzione industriale che si è sviluppato dal XIV secolo fino agli inizi del XVI secolo nel centro dell'Inghilterra, regione ricca in carriere di alabastro. La maggior parte delle sculture prodotte erano abbastanza piccole per esser commercializzate in Inghilterra ed esportate, soprattutto verso Bretagna, Normandia e il Sud Ovest della Francia.
Anche se è attualmente impossibile riconoscere il committente all'origine dell'arrivo di quest'opera straniera a Nailloux, è interessante notare che l'opera stessa è contemporanea di un periodo di sviluppo economico maggiore per la regione: l'età d'oro della cultura del guado nel Lauragais.
Da una lunghezza totale di 1,46 m, la pala è composta da quattro pannelli laterali di 43 x 25 cm e da un pannello centrale di 50 x 25 cm.
La Passione di Cristo è stato un tema favorito per le pale d'altare medievali perché associa il ricordo del sacrificio di Cristo con l'eucaristia. Nella pala di Nailloux sono rappresentati, da sinistra a destra: l'Arresto, la Flagellazione, la Crocifissione (pannello principale), la Deposizione e la Risurrezione di Cristo.
La chiesa del paese vicino di Montgeard ospita anche quattro pannelli di un polittico smembrato in alabastro Nottingham (probabilmente dedicato alla Vita della Vergine). La presenza di tali opere della stessa origine straniera in due chiese così vicine non è stata spiegata finora.
La pala di Nailloux è classificato "monument historique" nella categoria oggetto nel 1914. Dopo il restauro della chiesa completato nel 2011, la pala d'altare è stata restaurata nel 2013 dopo una sottoscrizione della Fondation du Patrimoine.